# Пулод Кадиров
Пулод Кадиров (тадж. Пулод Кодиров, нар. 1961, Душанбе) — таджицький футбольний тренер. Відомий за роботою з національною збірною Таджикистану та юнацькою збірною Таджикистану.

## Біографія
Пулод Кадиров працював на низці тренерських посад у Таджикистані. У 2006 році Кадирова призначили головним тренером юнацької збірної Таджикистану, з якою він зайняв третє місце на юнацькому чемпіонаті Азії. На початку 2008 року Пулода Кадирова призначили головним тренером національної збірної Таджикистану. На цій посаді тренер працював до 2011 року, звільнений після кількох невдалих матчів збірної. У квітні 2014 року Пулода Кадирова призначили директором республіканської школи вищої спортивної майстерності.